# Gare de Newcastle
 (mai 2025).
Si vous disposez d'ouvrages ou d'articles de référence ou si vous connaissez des sites web de qualité traitant du thème abordé ici, merci de compléter l'article en donnant les références utiles à sa vérifiabilité et en les liant à la section « Notes et références ».
La gare de Newcastle est une gare ferroviaire du Royaume-Uni, située sur le territoire de la ville de Newcastle, dans l'extrème nord de l'Angleterre.
Sa construction commence en 1845 et s'achève en août 1850.
Elle est l'une des rares gares anglaises à être classée monument de Grade I, depuis janvier 2016.

## Situation ferroviaire
Se trouve sur la ligne East Coast Main Line, la ligne principale de Londres à Édimbourg et une des lignes les plus importantes au Royaume-Uni.